# Yan Zibei
Yan Zibei (chiń. 闫子贝; ur. 12 października 1995 w Xiangyangu) – chiński pływak specjalizujący się w stylu klasycznym, wicemistrz olimpijski, mistrz świata i złoty medalista igrzysk azjatyckich.

## Kariera
Na igrzyskach olimpijskich w Rio de Janeiro w 2016 roku zajął 27. miejsce w konkurencji 100 m stylem klasycznym, uzyskawszy czas 1:00,88.
Rok później, podczas mistrzostw świata w Budapeszcie wraz z Xu Jiayu, Zhang Yufei i Zhu Menghui zdobył brązowy medal w sztafecie mieszanej 4 × 100 m stylem zmiennym. Chińczycy czasem 3:41,25 poprawili rekord Azji. Na dystansie 100 m stylem klasycznym był siódmy (59,42), a w konkurencji 50 m stylem klasycznym zajął 15. miejsce (27,33).
W 2018 roku na igrzyskach azjatyckich w Dżakarcie zwyciężył w męskiej i mieszanej sztafecie zmiennej. Yan zdobył też srebrne medale na 50 i 100 m stylem klasycznym, uzyskawszy odpowiednio czasy 27,25 i 59,31.
Podczas mistrzostw świata w Gwangju w 2019 roku w półfinale 100 m stylem klasycznym pobił rekord Azji (58,67), który poprawił o 0,04 s w finale tej konkurencji, zdobywając brązowy medal. Na dystansie 50 m stylem klasycznym uplasował się na szóstej pozycji, wyrównując rekord Azji (26,86), który dzień wcześniej ustanowił w półfinale.
W październiku 2020 roku na mistrzostwach Chin w Qingdao wraz z Xu Jiayu, Zhang Yufei i Yang Junxuan czasem 3:38,41 pobił rekord świata w sztafecie mieszanej 4 × 100 m stylem zmiennym.